# Serie A1 2025-2026 (pallamano femminile)
La Serie A1 2025-2026 è la 57ª edizione della massima serie del campionato italiano di pallamano femminile.

## Stagione

### Iscrizioni e ufficialità
Il 6 luglio vengono ufficializzate le squadre iscritte: regolarmente iscritte le neo-promosse Mestrino e Nuoro, rinuncia al diritto di partecipazione l'Additiva Pontinia; viene reintegrato il Leno a completamento organici.
Il 29 luglio viene pubblicato il calendario.

### Formula

#### Stagione regolare
Il campionato si svolge tra 12 squadre che si affrontarono con la formula del girone unico all'italiana con partite di andata e ritorno. Per ogni incontro i punti assegnati in classifica sono così determinati:
- due punti per la squadra che vince l'incontro;
- un punto per il pareggio;
- zero punti per la squadra che perde l'incontro.

Al termine della stagione regolare le prime quattro squadre classificate disputano i play-off per l'assegnazione dello scudetto, mentre le squadre classificate dall'8º all'11º posto disputano i play-out per decidere la seconda retrocessione.

#### Play-off scudetto
Le squadre classificate dal 1º all'8º posto in classifica al termine della stagione regolare partecipano ai play-off scudetto, che si disputano con la formula ad eliminazione diretta, con quarti di finale, semifinali e finale al meglio di due gare su tre (la terza gara si disputa nel caso le prime due siano terminate con una vittoria per parte o con due pareggi, a prescindere dai risultati dei singoli incontri). La seconda e terza gara nelle semifinali e nella finale si disputano in casa della squadra meglio classificata al termine della fase regolare.

#### Play-out retrocessione
Le squadre classificate dal 9º all'11º posto in classifica al termine della fase regolare partecipano ai play-out retrocessione, che si disputano con la formula ad eliminazione diretta, con semifinali e finale al meglio di due gare su tre (la terza gara si disputa nel caso le prime due siano terminate con una vittoria per parte o con due pareggi, a prescindere dai risultati dei singoli incontri). La seconda e terza gara nelle semifinali e nella finale si disputano in casa della squadra meglio classificata al termine della fase regolare.

### Verdetti
Al termine del campionato vengono emessi i seguenti verdetti:
- Vincitrice dei play-off: è proclamata campione d'Italia ed acquisisce il diritto a partecipare alla EHF European League;
- Finalista dei play-off: acquisisce il diritto a partecipare alla EHF European Cup;
- 3ª classificata: acquisisce il diritto a partecipare alla EHF European Cup;
- Perdente dei play-out: retrocede in Serie A2;
- Ultima classificata: retrocede in Serie A2.

## Squadre partecipanti
| Squadra         | Città                | Palasport            | Stagione precedente          |
| --------------- | -------------------- | -------------------- | ---------------------------- |
| Ariosto Ferrara | Ferrara              | Palaboschetto        | 5º posto                     |
| Brixen Südtirol | Bressanone (BZ)      | Raiffeisen Arena     | 6º posto                     |
| Casalgrande     | Casalgrande (RE)     | PalaKeope            | 7º posto                     |
| Cassano Magnago | Cassano Magnago (VA) | PalaTacca            | 4º posto                     |
| Cellini Padova  | Padova               | PalaFarfalle         | 11º posto                    |
| Erice           | Erice (TP)           | PalaCardella         | 2º posto                     |
| Leno            | Leno (BS)            | Handball Arena       | 8º posto                     |
| Mestrino        | Mestrino (PD)        | PalaLissaro          | Vincente playoff di Serie A2 |
| Mezzocorona     | Mezzocorona (TN)     | PalaFornai           | 9º posto                     |
| Nuoro           | Nuoro                | Palestra polivalente | Vincente playoff di Serie A2 |
| PDO Salerno     | Salerno              | PalaPalumbo          | Vincitrice                   |
| Teramo          | Teramo               | Pala San Nicolò      | 10º posto                    |

## Classifica
Fonte: federhandball.it
|  | Pos. | Squadra         | Pt | G | V | N | S | GF | GS | D  |
|  | ---- | --------------- | -- | - | - | - | - | -- | -- | -- |
|  | 1.   | Ariosto Ferrara | 0  | 0 | 0 | 0 | 0 | 0  | 0  | +0 |
|  | 2.   | Brixen Südtirol | 0  | 0 | 0 | 0 | 0 | 0  | 0  | +0 |
|  | 3.   | Casalgrande     | 0  | 0 | 0 | 0 | 0 | 0  | 0  | +0 |
|  | 4.   | Cassano Magnago | 0  | 0 | 0 | 0 | 0 | 0  | 0  | +0 |
|  | 5.   | Cellini Padova  | 0  | 0 | 0 | 0 | 0 | 0  | 0  | +0 |
|  | 6.   | Erice           | 0  | 0 | 0 | 0 | 0 | 0  | 0  | +0 |
|  | 7.   | Leno            | 0  | 0 | 0 | 0 | 0 | 0  | 0  | +0 |
|  | 8.   | Mestrino        | 0  | 0 | 0 | 0 | 0 | 0  | 0  | +0 |
|  | 9.   | Mezzocorona     | 0  | 0 | 0 | 0 | 0 | 0  | 0  | +0 |
|  | 10.  | Nuoro           | 0  | 0 | 0 | 0 | 0 | 0  | 0  | +0 |
|  | 11.  | PDO Salerno     | 0  | 0 | 0 | 0 | 0 | 0  | 0  | +0 |
|  | 12.  | Teramo          | 0  | 0 | 0 | 0 | 0 | 0  | 0  | +0 |

Legenda:
  Campione d'Italia;
      Qualificata ai playoff scudetto;
      Ammesse ai play-out retrocessione;
      Retrocessa in Serie A2.